# Ambérieux-en-Dombes
Ambérieux-en-Dombes är en kommun i departementet Ain i östra Frankrike. Kommunen ligger  i kantonen Saint-Trivier-sur-Moignans som ligger i arrondissementet Bourg-en-Bresse. Kommunens areal är 15,92 km². År 2022 hade Ambérieux-en-Dombes 1 917 invånare.

## Befolkningsutveckling
Antalet invånare i kommunen Ambérieux-en-Dombes
Referens: INSEE